# Bolševník
Bolševník (Heracleum) je rod z čeledi miříkovitých, zahrnující okolo 60 druhů dvouletých a víceletých rostlin. Jeho zástupci se přirozeně vyskytují v mírném pásmu a pohořích severní polokoule. V Česku se běžně vyskytuje domácí bolševník obecný a nebezpečný invazní druh bolševník velkolepý. Tyto dva druhy mohou vzácně vytvářet hybridy.[zdroj?]

## Nejznámější zástupci
- bolševník obecný (Heracleum sphondylium)
- Heracleum maximum (Heracleum sphondylium montanum)
- bolševník sibiřský (Heracleum sibiricum)

### Obří bolševníky

Hlavní oblasti Evropy zasažené invazí obřích bolševníků. Červeně je vyznačen bolševník velkolepý, zeleně bolševník perský a modře bolševník Sosnowského.

Jako obří (resp. gigantické či invazní) bolševníky se označují 3 navzájem si podobné bolševníky obřího vzrůstu, které ve 20. a 21. století masivně invadují do rozsáhlých oblastí Evropy a (v případě b. velkolepého) i Severní Ameriky.[zdroj?]
- bolševník velkolepý (Heracleum mantegazzianum)
- bolševník perský (Heracleum persicum)
- bolševník Sosnowského (Heracleum sosnowskyi)

## Galerie

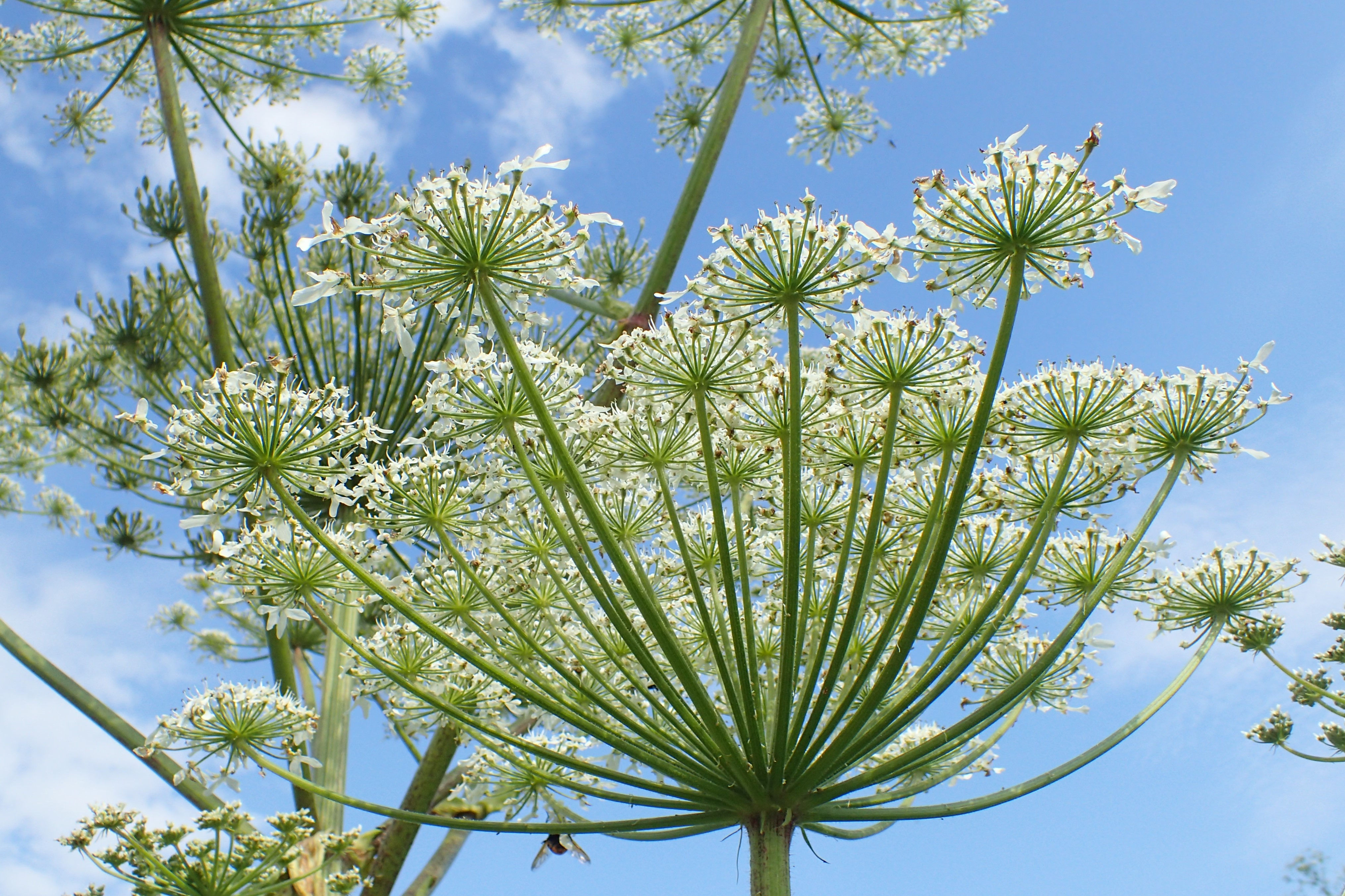
Květy bolševníku sosnowského se spoda
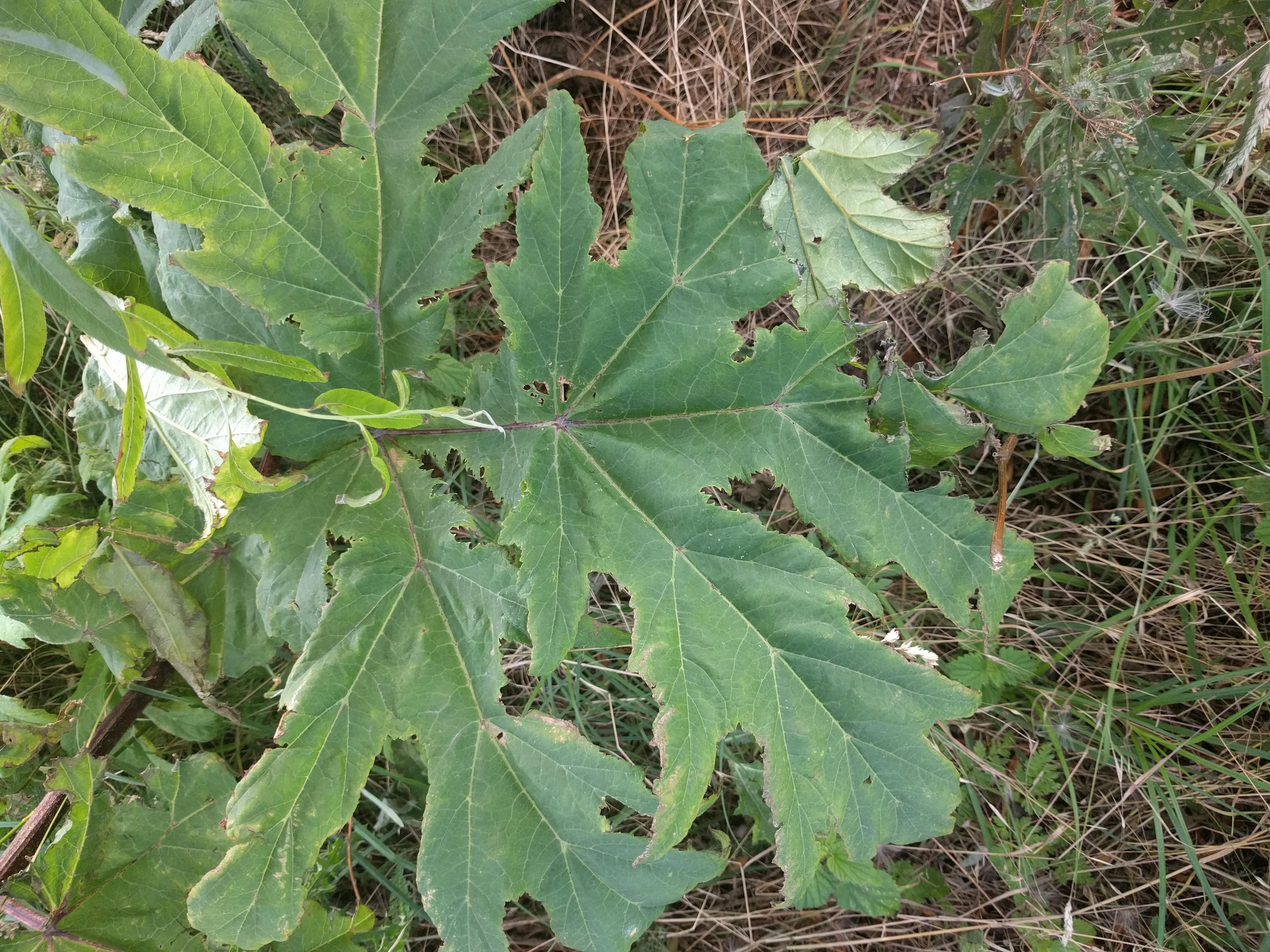
List bolševníku velkolepého
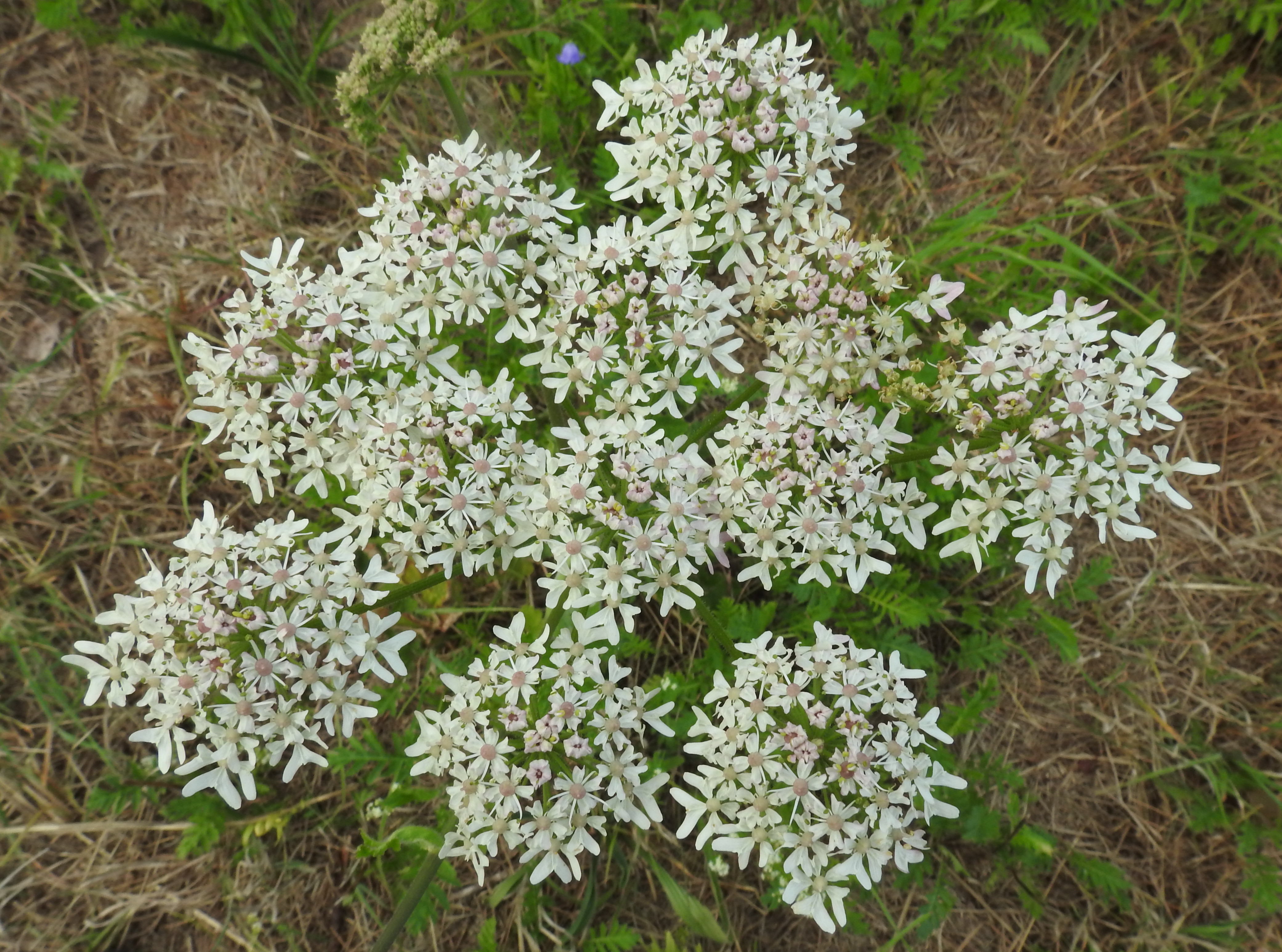
Květ bolševníku obecného
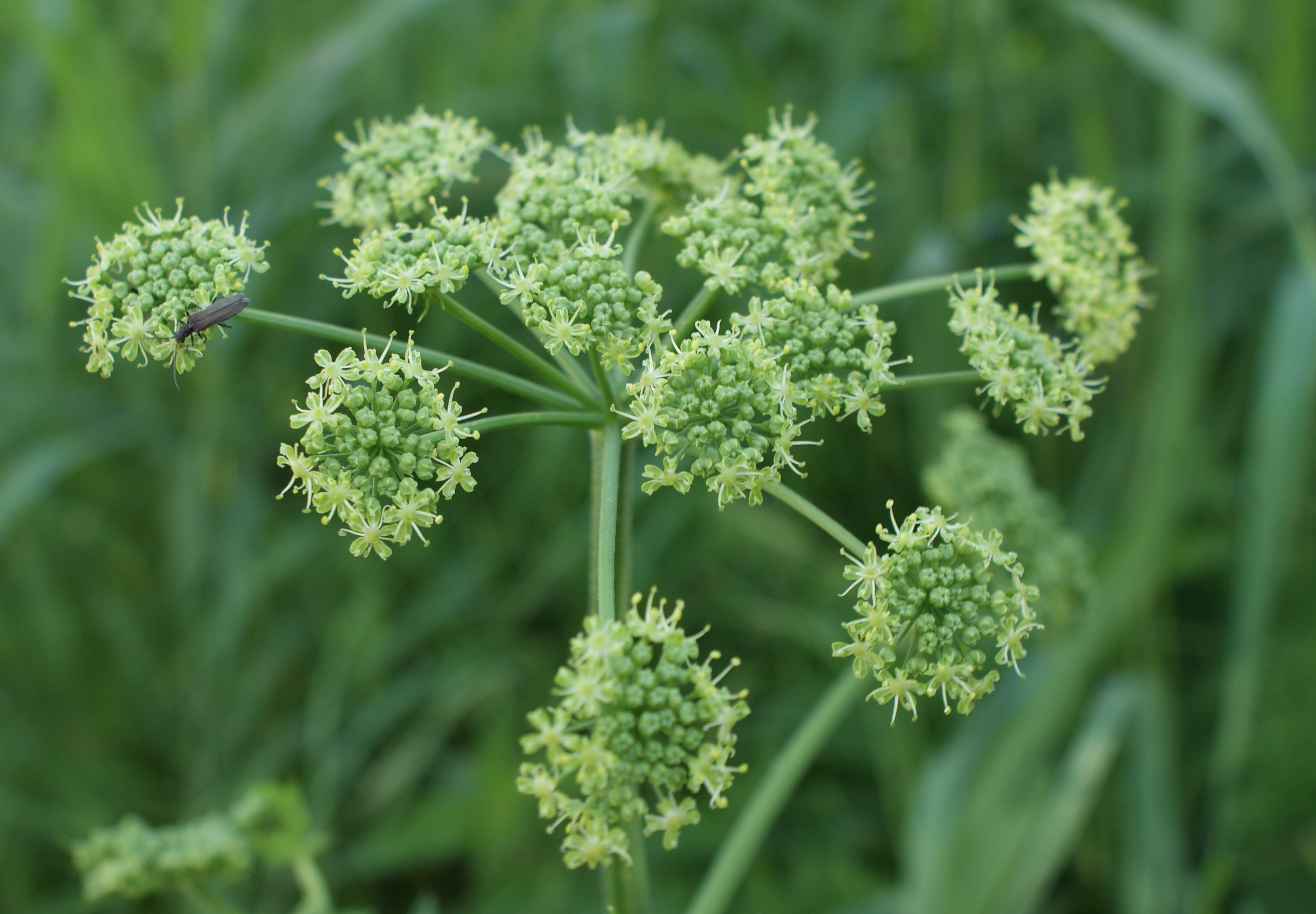
Květ bolševníku sibiřského
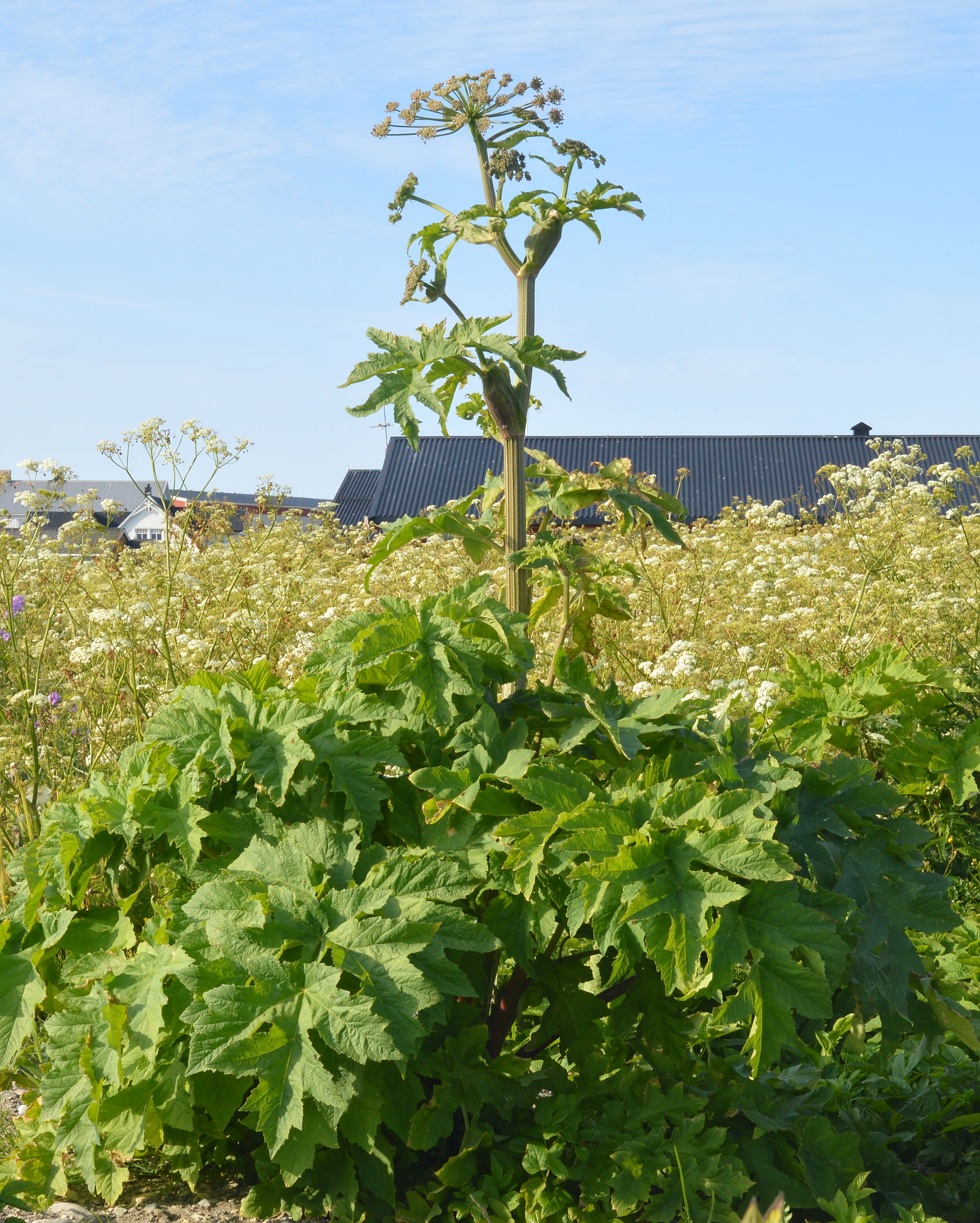
Bolševník perský